# Чарлс Прекърт
Чарлс Джоузеф Прекърт (на английски: Charles Joseph Precourt) е американски тест пилот и астронавт на НАСА, участник в четири космически полета.

## Образование
Прекърт завършва колежа Hudson High School, Масачузетс. През 1977 г. се дипломира като бакалавър по аерокосмическо инженерство в Академията на USAF, Колорадо Спрингс, Колорадо. През 1988 г. става магистър по инженерен мениджмънт в университета Голдън Гейт (на английски: Golden Gate University), Сан Франциско, Калифорния. Втора магистърска степен по национална сигурност получава през 1990 г. от Военноморската академия на САЩ, Анаполис, Мериленд. Владее перфектно писмено и говоримо френски и руски език.

## Военна служба
Чарлс Прекърт постъпва на активна военна служба през 1978 г. От 1982 до 1984 г. служи в Германия, в авиобазата Битбург. Лети на тежък изтребител F-15 Eagle. През 1985 г. завършва школа за тест пилоти в авиобазата Едуардс, Калифорния. В кариерата си има 7500 полетни часа на 60 различни типа самолети. Има свидетелство на комерсиален пилот на пътнически многодвигателни самолети. Напуска USAF на 31 март 2000 г. с чин полковник.

## Служба в НАСА
На 17 януари 1990 г., Чарлс Джоузеф Прекърт е избран за астронавт от НАСА, Астронавтска група №13. През юли 1991 г. завършва успешно курса за подготовка. От октомври 1995 до април 1996 г. е координатор в Звездното градче, Русия. Участник е в четири космически полета.

### Космически полети
| Космически полети на Чарлс Джоузеф Прекърт               | Космически полети на Чарлс Джоузеф Прекърт | Космически полети на Чарлс Джоузеф Прекърт | Космически полети на Чарлс Джоузеф Прекърт | Космически полети на Чарлс Джоузеф Прекърт | Космически полети на Чарлс Джоузеф Прекърт | Космически полети на Чарлс Джоузеф Прекърт |
| №                                                        | Дата                                       | КК                                         | Емблема на мисията                         | Функции                                    | Продължителност                            |                                            |
| -------------------------------------------------------- | ------------------------------------------ | ------------------------------------------ | ------------------------------------------ | ------------------------------------------ | ------------------------------------------ | ------------------------------------------ |
| 1                                                        | 26 април 1993                              | „Колумбия“, мисия STS-55                   |                                            | Специалист на мисията                      | 9 денонощия 23 часа 39 мин. 59 сек.        |                                            |
| 2                                                        | 27 юни 1995                                | „Атлантис“, мисия STS-71                   |                                            | Пилот                                      | 9 денонощия 19 часа 23 мин. 09 сек.        |                                            |
| 3                                                        | 15 май 1997                                | „Атлантис“, мисия STS-84                   |                                            | Командир                                   | 9 денонощия 05 часа 20 мин. 47 сек.        |                                            |
| 4                                                        | 2 юни 1998                                 | „Дискавъри“, мисия STS-91                  |                                            | Командир                                   | 16 денонощия 21 часа 48 мин. 30 сек.       |                                            |
| Сумарно време в космоса – 38 денонощия 20 часа 16 минути |                                            |                                            |                                            |                                            |                                            |                                            |

### Административна дейност в НАСА
Чарлс Джоузеф Прекърт е шеф на Астронавтския офис в НАСА от октомври 1998 г. до ноември 2002 г.

## След НАСА
Напуска НАСА през 2004 г. и става вицепрезидент на дивизията за стратегически разработки на Тиокол, Огдън, Юта.

## Награди
- Легион за заслуги;
- Медал за отлична служба;
- Летателен кръст за заслуги;
- Медал за похвална служба;
- Медал на НАСА за участие в космически полет;
- Медал на НАСА за изключителна служба;
- Медал на НАСА за изключителни заслуги;
- Медал на НАСА за изключително лидерство.

На 5 май 2012 г. Чарлс Прекърт е приет в Астронавтската зала на славата в Космическия център „Кенеди“, Флорида.